# McFarland (Califórnia)
McFarland é uma cidade localizada no estado americano da Califórnia, no condado de Kern. Foi incorporada em 18 de julho de 1957.

## Geografia
De acordo com o United States Census Bureau, a cidade tem uma área de 6,9 km², onde todos os 6,9 km² estão cobertos por terra.

### Localidades na vizinhança
O diagrama seguinte representa as localidades num raio de 32 km ao redor de McFarland.

## Demografia
Segundo o censo nacional de 2010, a sua população é de 12 707 habitantes e sua densidade populacional é de 1 837,53 hab/km². É a cidade mais densamente povoada do condado de Kern. Possui 2 683 residências, que resulta em uma densidade de 387,98 residências/km².